# Samuil Vidas
Samuil Vidas (in bulgaro Самуил Видас?; Montana, 26 settembre 1924 – Sofia, 5 luglio 1984) è stato un direttore di coro bulgaro.

## Biografia
Completò gli studi di Direzione di coro presso l'Accademia nazionale di musica Pantcho Vladigerov di Sofia nel 1956 come allievo di Gheorghi Dimitrov e Dimitar Ruskov. Dal 1947 al 1950 lavora presso il comando della Polizia popolare della Repubblica Popolare Bulgara. Ha lavorato come musicista nell'Orchestra del Ministero dell'Interno della Bulgaria nel periodo fra il 1950 e il 1958. Dal 1958 al 1960 è direttore dell'Orchestra della sede Centrale dell'Arma dei carabinieri e del coro "Georgi Kirkov" di Sofia, il più importante coro bulgaro, fondato dal suo maestro Dimitrov. Nel 1959 è professore associato, poi professore ordinario di Direzione di Coro all'Accademia di Stato Pantcho Vladigerov di Sofia. È autore di scritti di pratica e di teoria della direzione di coro. Muore a Sofia il 5 luglio 1984.
Vidas fu direttore del coro Georgi Kirkov di Sofia e professore di direzione di coro all'Accademia nazionale di Musica Pantcho Vladigerov Archiviato l'11 maggio 2021 in Internet Archive..

## Allievi

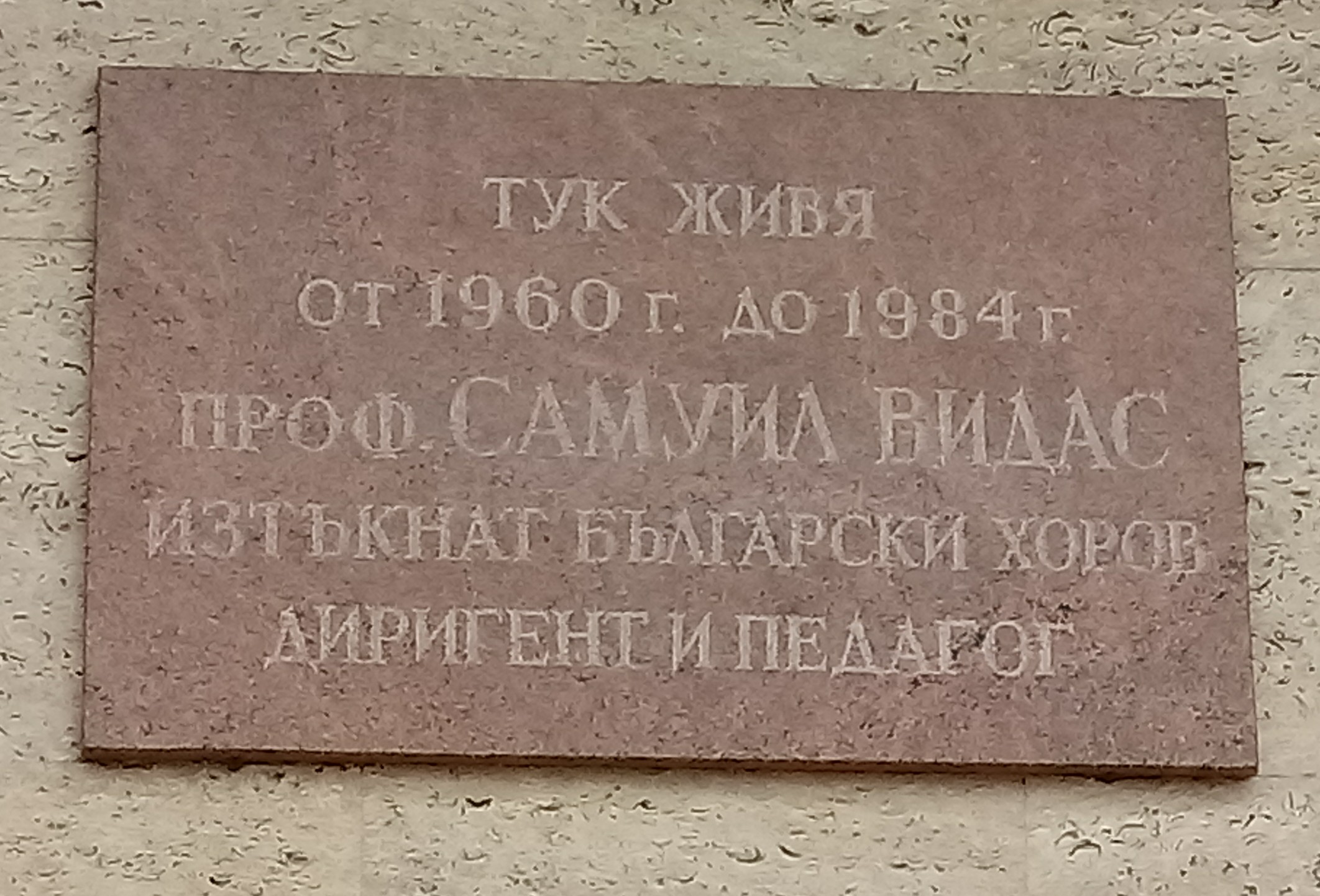
Memorial plaque of Samuil Vidas, Sofia

Nella sua carriera di docente il professor Samuil Vidas formò i più importanti direttori di coro bulgari, quali Nikola Lipov Archiviato il 20 ottobre 2007 in Internet Archive. (1951-2003), direttore del coro Ivan Spassov di Filippopoli; Zlatina Deliradeva (1942), direttore del coro Detska Kitka di Filippopoli; Hristo Velev (1942), direttore del Teatro dell'Opera di Blagoevgrad; Mariya Vazlanova (1932). Fra i direttori di coro italiani si annoverano: Andrea Faidutti, Cagliari;
Domenico Innominato, Como; Giuseppe Lanzetta, Firenze; Walter Lo Nigro, Trieste.
| Controllo di autorità | VIAF (EN) 73090035 · ISNI (EN) 0000 0000 3207 3176 · LCCN (EN) n94093540 |